# ヴァレリー・バーティネリ
ヴァレリー・バーティネリ（Valerie Bertinelli,  1960年4月23日 - ）は、アメリカ合衆国の女優である。

## 来歴
1960年、デラウェア州ウィルミントンに生まれる。父はイタリア系で母親はイギリス系の家系で、父親のアンドリューはゼネラルモーターズの重役をしていた。父親の仕事の関係で、全米各地を転々とし、ルイジアナ州、オクラホマ州、カリフォルニア州などの州に住んだことがある。後に女優を目指すようになり、コメディドラマ『One Day at a Time』のオーディションを受け、同ドラマの準主役バーバラ・クーパー役に合格。1975年から同ドラマのレギュラーキャストとして出演し始め、知名度が上がっていった。ちなみに同ドラマでの演技が評価され、1981年と1982年にそれぞれゴールデン・グローブ賞のミニシリーズ・テレビ映画部門の助演女優賞を受賞している。その後もテレビドラマを中心に精力的に活動を続け、女優としての確固たる地位を築いている。

### 私生活
1981年に、ギタリスト、作曲家として有名なエドワード・ヴァン・ヘイレンと結婚。二人の間には息子も生まれ、その息子のウルフギャング・ヴァン・ヘイレンもミュージシャンとして活動をしている。しかし、二人は2007年に離婚した。2012年には、女優としての功績がたたえられハリウッド・ウォーク・オブ・フェームを授与された。

## 出演作品

### 映画
- メカドッグ・ラスカル C.H.O.M.P.S. (1979)
- The Promise of Love (1980) ※テレビ映画
- The Princess and the Cabbie (1981) ※テレビ映画
- I Was a Mail Order Bride (1982) ※テレビ映画
- The Seduction of Gina (1984) ※テレビ映画
- 愛と真実にゆれて Silent Witness (1985)
- 摩天楼ララバイ Rockabye (1986) ※テレビ映画
- Ordinary Heroes (1986)
- 弾丸刑事ニック&フランク Number One with a Bullet (1987)
- 愛と大空に翔けた翼 Pancho Barnes (1988)
- Taken Away (1989)
- In a Child's Name (1991)
- What She Doesn't Know (1992)
- Murder of Innocence (1993)
- 亡霊の館 The Haunting of Helen Walker (1995)
- Two Mothers for Zachary (1996)
- Personally Yours (2000)
- 25年目のハッピー・クリスマス Finding John Christmas (2003)
- クレア Claire (2007)
- True Confessions of a Hollywood Starlet (2008)

### テレビドラマ
- Apple's Way (1974)
- One Day at a Time (1975 - 1984)
- フェアリーテール・シアター / 『ティム・バートンのアラジンと魔法のランプ』 Faerie Tale Theatre (1986)
- 愛と哀しみのマンハッタン I'll Take Manhattan (1987)
- シドニー Sydney (1990)
- Cafe Americain (1993 - 1994)
- Touched by an Angel (2001 - 2003)
- ボストン・リーガル Boston Legal (2008)
- Hot in Cleveland (2010 - 2015)
- Signed, Sealed, Delivered (2014)